# Микола Амосов (срібна монета)
«Мико́ла Амо́сов» — ювілейна монета номіналом 5 гривень зі срібла, випущена Національним банком України. Присвячена видатній людині світової науки, знаменитому вченому в галузі медицини та біокібернетики, громадському діячу, академіку Національної академії наук та Академії медичних наук України, засновнику і директорові Інституту серцево-судинної хірургії — Миколі Михайловичу Амосову. Микола Амосов врятував тисячі людей завдяки великій любові до них, почуттю відповідальності за їх життя.
Монету введено в обіг 26 листопада 2013 року. Вона належить до серії «Видатні особистості України».

## Опис та характеристики монети
| Номінал грн. | Метал            | Маса, грам    | Діаметр, мм. | Якість виготовлення       | Гурт                           | Тираж, штук |
| ------------ | ---------------- | ------------- | ------------ | ------------------------- | ------------------------------ | ----------- |
| 5            | срібло 925 проби | 15,55 / 16,81 | 33,0         | спеціальний анциркулейтед | гладкий із заглибленим написом | 5 000       |

### Аверс
На аверсі монети розміщено: угорі малий Державний Герб України та напис півколом «НАЦІОНАЛЬНИЙ БАНК УКРАЇНИ»; по колу стилізоване зображення електрокардіограми, у центрі якого — серце; праворуч — рік карбування монети «2013» та унизу півколом номінал — «П'ЯТЬ ГРИВЕНЬ».

### Реверс
На реверсі монети зображено портрет Миколи Амосова, угорі розміщено напис «МИКОЛА АМОСОВ»; ліворуч роки життя — «1913/2002».

## Автори

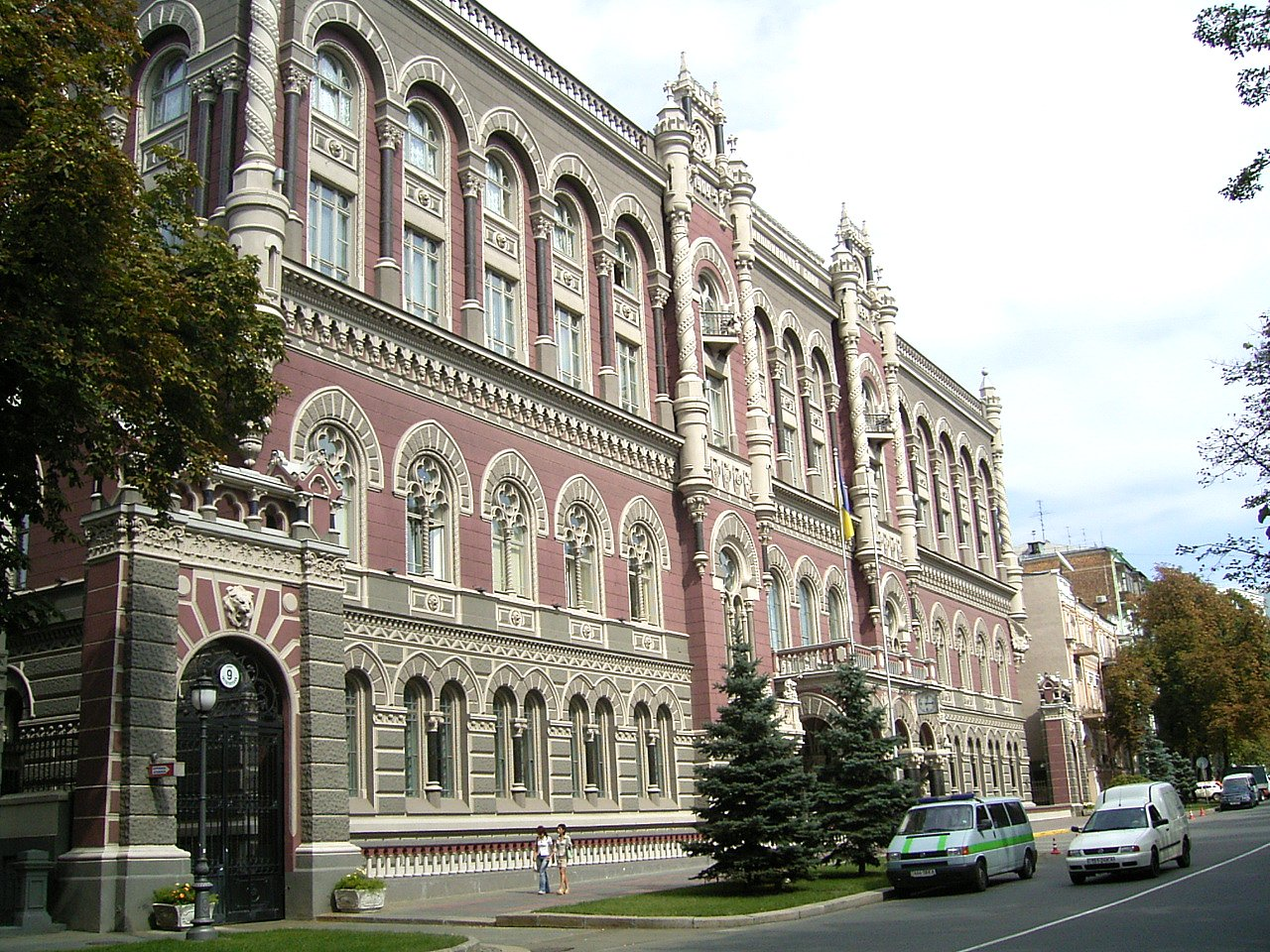
Будівля Національного банку України

- Художники: Фандікова Наталія (аверс); Таран Володимир, Харук Олександр, Харук Сергій (реверс).
- Скульптори: Іваненко Святослав, Чайковський Роман.

## Вартість монети
Ціна монети — 537 гривень, була зазначена на сайті Національного банку України 2018 року
Фактична приблизна вартість монети, з роками змінювалася так:
| Рік        | 2014 | 2015 | 2016 | 2017 | 2018 | 2019 | 2020 | 2021 | 2022 | 2023 | 2024  | 2025  |
| ---------- | ---- | ---- | ---- | ---- | ---- | ---- | ---- | ---- | ---- | ---- | ----- | ----- |
| Ціна, грн. | 350  | 350  | 400  | 540  | 500  | 430  | 390  | 540  | 680  | 900  | 1 270 | 1 350 |